# Нижньогірський
Нижньогі́рський (до 1944 року — Сєїтлє́р, крим. Seyitler) — селище в Україні, в Білогірському районі Автономної Республіки Крим, колишній адміністративний центр Нижньогірського району. Розташований у степовому Кримі. Відстань до обласного центру становить понад 91 км (автошлях Т 0112 переходить у Р23).

## Назва
Історична назва, змінена в 1944 році після депортації кримських татар.
Кримськотатарською seit – пан, ватажок, також сеїд, нащадок пророка Мухаммада і халіфа Алі, можливо родова назва, ler – афікс множини.

## Опис
Селище розташоване на залізниці Джанкой—Керч, яка пов'язує східний Крим (Феодосія, Керч) із континентом. Селище є транспортним вузлом, що об'єднує залізничний і автомобільний транспорт. Залізнична станція має три шляхи, три навантажувально—вивантажувальних тупика і п'ять залізничних під'їзних колій.
Селище Нижньогірський розташоване на автошляхах республіканського значення: Джанкой—Феодосія (автошлях E97, із яким збігається М17) і Білогірськ—Нижньогірський (автошлях Т 0112), а також слугує початковим пунктом для низки доріг республіканського і районного значення.
Одним із найвідоміших підприємств у селищі є Нижньогірський плодопитомник.
Мешканці Нижньогорського часто називають його містом. Перша згадка про Сейтлер відноситься до XVII століття.

## Історичні відомості
Як свідчать археологічні розвідки, територія селища з давніх часів обжита людиною. У Нижньогірському та поблизу нього виявлені поселення й кургани з похованнями доби ранньої бронзи, а також скіфського періоду.
Точний час виникнення населеного пункту не встановлено. Відомо лише, що в XVII ст. тут, у долині річки Салгиру, існувало невелике кримськотатарське селище Сейтлер (Сеґідлер), яке входило до складу Насивського кадилику Карасубазарського каймаканства. Згодом, після анексії Криму Російською імперією, воно було у складі Перекопського повіту.

## Динаміка чисельності населення
- 1805 рік — 48 чол. (46 кримських татар, 2 ясиря)
- 1926 рік — 996 чол. (709 росіян, 71 українець, 54 вірменин, 47 євреїв, 29 німців, 23 болгарина, 20 кримських татар)
- 1939 рік — 3 149 чол.
- 1989 рік — 10 453 чол.
- 2001 рік — 10 533 чол.

### Мова
Розподіл населення за рідною мовою за даними перепису 2001 року:
| Мова                | Відсоток |
| ------------------- | -------- |
| російська           | 81,39 %  |
| кримськотатарська   | 9,41 %   |
| українська          | 8,2 %    |
| інші/не визначилися | 1,03 %   |

## Уродженці
- Дмитро Пролесковський — український військовий, навчався у ніжньогорському навчально-виховному комплексі «Школа-гімназія» № 3, загинув 11 січня 2023 року під час виконання бойового завдання на Донеччині.[5]